# 上村木
上村木（かみむらき）は、富山県魚津市の地名。現行行政地名は上村木一丁目及び上村木二丁目と大字吉島。住居表示は一丁目及び二丁目は実施済み、大字は未実施。

## 歴史
当地一帯はかつて村木と称していたが、のち2分され東側を上村木、西側を下村木と称するようになった。近世は新川郡加積郷所属、加賀藩領であった。1876年の地租改正の際に公式に上村木村となった。1889年に一部が下新川郡魚津町に『上村木町』として編入し、残余は同郡加積村の大字となった。1952年4月1日以降は魚津市の所属となった。
北陸街道沿いに位置していたことから、明治期に乗合馬車、1930年 - 1931年頃に乗合バスの基地となった。かつて農業地域が主であったが、旧魚津町の延長線上にあったため、第二次世界大戦の後に急速に発展、商店街、住宅街となっていき、町内の区画整理も進められた。
1975年6月1日に実施された第4次住居表示により上村木、村木、下村木、釈迦堂、吉島の各一部が合併して上村木一丁目が成立し、1981年3月10日に実施された第6次住居表示により上村木一丁目に上村木と大字上村木町の各一部が編入され、吉島、上村木、相木、大字下村木町の各一部が合併して上村木二丁目が成立し、現在に至る。

## 主な施設

### 大字上村木
- アップルヒル
  - ユニクロ魚津店
  - ココス魚津アップルヒル店
  - 魚津アップルヒル郵便局
- クスリのアオキ魚津店（本江新町近くの飛び地〔920ｰ1〕に所在）
- JAうおづ 資材倉庫・農機具センター

### 上村木一丁目
- 魚津上村木郵便局
- ローソン魚津上村木店

### 上村木二丁目
- DCM魚津店
- パレード魚津店
- ウエルシア魚津上村木店
- セブンイレブン魚津上村木店
- ホテルルートイン魚津
- 北國銀行魚津支店
- 北陸労働金庫魚津支店
- 常泉寺

## 交通
- 富山県道128号阿弥陀堂魚津停車場線
- 富山県道135号富山滑川魚津線（旧国道8号）
- 富山県道314号沓掛魚津線（旧北陸街道）

## 世帯数と人口
2025年（令和7年）5月31日現在の世帯数と人口は以下の通りである（いずれも加積地区の人口および世帯。上村木一丁目には村木地区も含まれているが人口、世帯ともに0人である）。
| 町丁・大字   | 世帯数                                 | 人口                               |
| ------------ | -------------------------------------- | ---------------------------------- |
| 上村木       | 9世帯                                  | 26人                               |
| 上村木一丁目 | 216世帯（加積地区） 10世帯（道下地区） | 441人（加積地区） 23人（道下地区） |
| 上村木二丁目 | 132世帯                                | 299人                              |
| 計           | 367世帯                                | 789人                              |

## 小・中学校の校区
市立小・中学校に通う場合、学区は以下の通りとなる。
| 地域         | 小学校             | 中学校             |
| ------------ | ------------------ | ------------------ |
| 上村木       | 魚津市立清流小学校 | 魚津市立東部中学校 |
| 上村木一丁目 | 魚津市立清流小学校 | 魚津市立東部中学校 |
| 上村木二丁目 | 魚津市立清流小学校 | 魚津市立東部中学校 |